# 競輪場通り

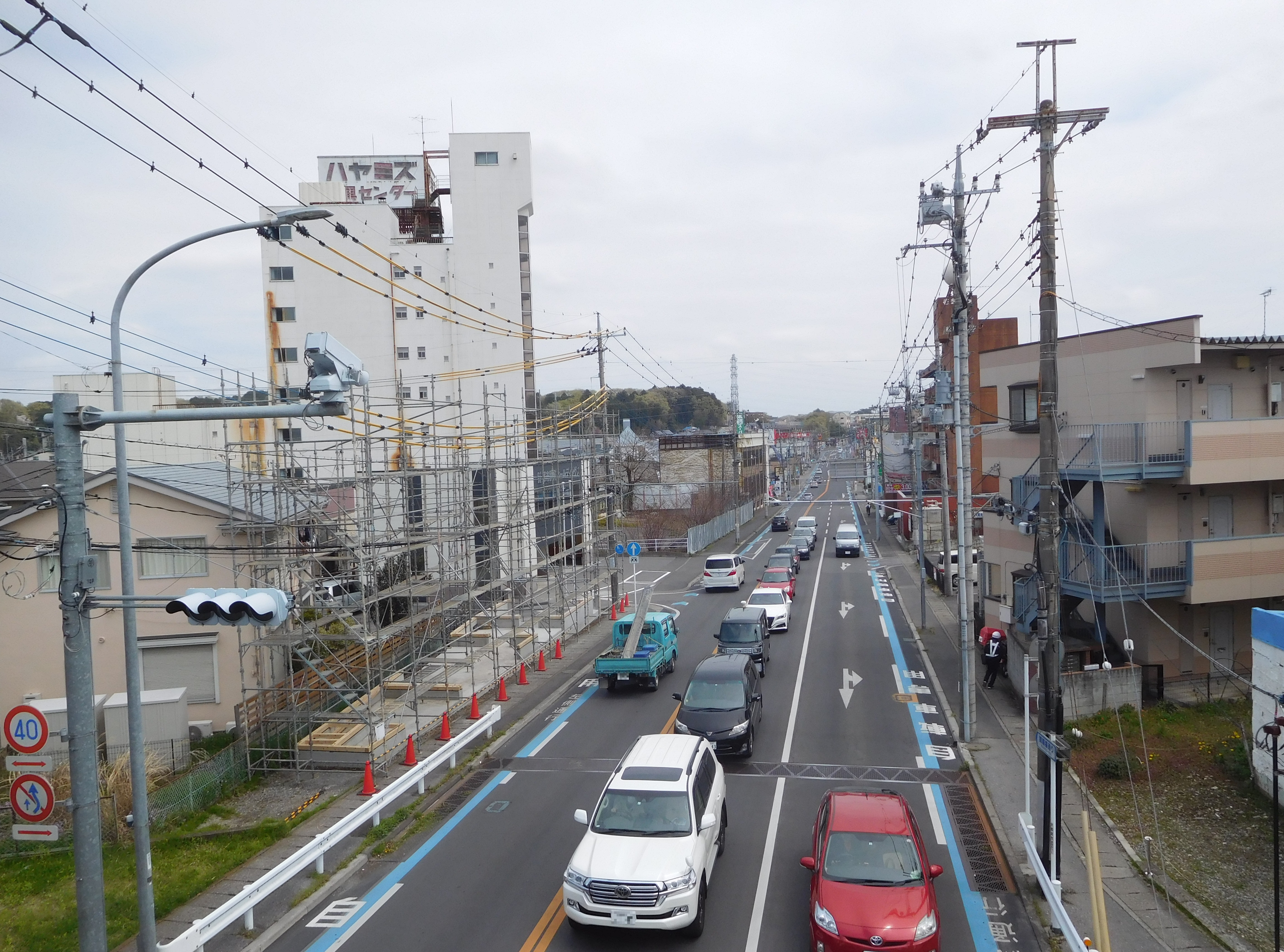
競輪場通り（松原3丁目交差点付近）

競輪場通り（けいりんじょうどおり）は、栃木県宇都宮市の市街地北部を東西に横断する幹線道路である。

## 概要
「競輪場通り」は市道21号線の西部区間の通称で、国道119号の松原3丁目交差点と国道4号（宇都宮バイパス）の東署南交差点間を結ぶ道路である。市中心街から北部方面に放射状に伸びる各主要道路と交差し、中心市街地を経ずに各放射状道路沿線間を短絡する主要道路である。現在はさらに外側に宇都宮環状道路が整備され、混雑状況は幾分か緩和しているが、競輪開催日や土曜・休日の日中などは、宇都宮競輪場や沿線最大のショッピングセンターである福田屋ショッピングプラザ宇都宮店にアクセスする自動車で施設近隣区間が渋滞する。
渋滞解消に向けた4車線化計画があり、その一環として2010年11月、大曽2丁目交差点より今泉新町交差点までの区間が栃木県道10号宇都宮那須烏山線に組み込まれた。
「競輪場通り」という通称は、沿線にある主要施設の「宇都宮競輪場」から取られたものである。

### 区間
「競輪場通り」と呼ばれる区間は、国道119号の松原3丁目交差点と国道4号（宇都宮バイパス）の東署南交差点の間である。

## 交差する主要な道路
交差する主要道路は、西側から順番に以下のとおりである。
- 日光街道・桜通り・清住町通り（松原3丁目交差点）
- 戸祭台通り（戸祭町すきや前交差点）
- 県庁西通り（競輪場前交差点）
- 栃木県道10号宇都宮那須烏山線、栃木県道63号藤原宇都宮線（大曽2丁目交差点）
- 豊郷田園通り（済生会病院入口交差点）
- 栃木県道125号氏家宇都宮線（竹林町交差点）
- 栃木県道10号宇都宮烏山線（今泉新町交差点）
- 国道4号（宇都宮バイパス）（東署南交差点）

## 沿線の主な施設
沿線の主な施設は、西側から順番に以下のとおりである。
- 宇都宮競輪場
- 八幡山公園
- 八幡山交通公園
- 田川大曽橋
- ホテル東日本宇都宮
- 水上公園（2011年までは市営プール、後に多目的広場に再整備）[1]
- 河内合同庁舎
- 宇都宮市保健所
- 栃木県済生会宇都宮病院
- 宇都宮市立錦小学校
- 宇都宮市立陽北中学校
- 福田屋ショッピングプラザ宇都宮店
- JR東北本線（宇都宮線）錦踏線橋
- 栃木県警察宇都宮東警察署

## 沿線の交通
現在、以下の路線バス（関東バス）が運行されている。

### 関東バス
松原3丁目交差点‐競輪場前交差点
- ［54］西塙田経由戸祭/宝木団地/宇都宮駅行き

戸祭町すきや前交差点‐競輪場前交差点
- ［54］戸祭台循環（戸祭台団地方面/県庁・馬場町・宇都宮駅方面）

大曽2丁目交差点‐竹林町交差点
- ［01］宇都宮駅行き
- ［16］竹林経由富士見ヶ丘団地行き
- ［18］宇商高経由済生会病院行き

済生会病院入口交差点‐竹林町交差点
- ［01］宇都宮駅行き
- ［18］竹林経由済生会病院行き
- ［60］済生会病院由帝京大学行き

### 関東バス（旧東野交通）
竹林町交差点‐今泉新町交差点
- JR宇都宮駅経由宇都宮東武行き
- 氏家駅行き
- 上野団地・岡本駅
- 平出工業団地行き
- 北越戸・松下電器行き

## 通過する町
- 中戸祭町/松原三丁目 ― 戸祭町/下戸祭二丁目/下戸祭一丁目/東戸祭一丁目 ― 八幡台/大曽二丁目/大曽三丁目/上大曽町 ― 錦三丁目 ― 竹林町 ― 今泉町 ― 今泉新町/中今泉一丁目/中今泉三丁目/中今泉五丁目 ― 今泉町/泉が丘五丁目